# سيربالوس إرجنسوس
سيربالوس إرجنسوس (الاسم العلمي: Cerbalus ergensis) هو نوع من العناكب الرتيلاوات الشكل من فصيلة العناكب الصيادة.

## مناطق التواجد
هذا النوع متوطن في تونس، ويقع أساسا في الحديقة الوطنية جبيل.

## الوصف
الظهر الخارجي للذكر يبلغ طوله 7.6 مم بينما يصل طول بطنه 7.9 مم وعرضه 6.5 مم.

## التسمية
عبارة ergensis تتكون من erg والمزيد المؤخر اللاتيني ensis الذي يعني «الذي يعيش في، الذي يسكن»، وأعيطت له إشارة إلى مكان اكتشافه في العرق الشرقي الكبير (Grand Erg oriental).

## المنشور الأصلي
- جاغر, (2000): A new species of the huntsman spider genus Cerbalus Simon, 1897 from S. Tunisia (Araneae: Sparassidae). نشرة جمعية العناكب البريطانية، المجلد 11، العدد 2، الصفحات 358-360 (النص كاملا).

## روابط خارجية
- (بالإنجليزية) مصدر أنيمال ديفرستي ويب: Cerbalus ergensis.
- (بالإنجليزية) مصدر بيوليب: Cerbalus ergensis Jäger, 2000.
- (بالإنجليزية) مصدر دليل الحياة: Cerbalus ergensis Jäger, 2000.
- (بالفرنسية) مصدر نظام المعلومات التصنيفية المتكامل: Cerbalus ergensis Jäger, 2000.
- (بالإنجليزية) مصدر دليل العنكوب العالمي: Cerbalus ergensis Jäger, 2000 dans la famille Sparassidae.